# 4 mamme
4 mamme è un programma televisivo italiano condotto da Flavio Montrucchio e Georgia Luzi su Fox Life. Il programma ha debuttato nel 2017 con la sua prima edizione ed è durata fino al 2018. Nel programma è presente anche tata Roberta.
Il programma si occupa della vita quotidiana delle famiglie ponendo l'attenzione soprattutto su quattro mamme per puntata.